# Nancy Feber
Nancy Feber (ur. 5 lutego 1976) – belgijska tenisistka.
Reprezentantka Belgii w Fed Cup w latach 1993 oraz 1995–1997. W 1996 roku była 79. zawodniczką świata. Jako juniorka dwukrotnie wygrała wielkoszlemowy French Open (1992 i 1993) i Wimbledon w 1993 roku. W gronie seniorek uzyskała trzykrotnie 3 rundę Wimbledonu w latach 1994–1996. Posługiwała się oburęcznym bekhendem.

## Finały juniorskich turniejów wielkoszlemowych

### Gra pojedyncza (1–0)
| Końcowy wynik | Rok  | Turniej   | Nawierzchnia | Przeciwniczka | Wynik finału     |
| Zwyciężczyni  | 1993 | Wimbledon | Trawiasta    | Rita Grande   | 7:6(3), 1:6, 6:2 |

### Gra podwójna (3–0)
| Końcowy wynik | Rok  | Turniej     | Nawierzchnia | Partnerka         | Przeciwniczki                  | Wynik finału  |
| Zwyciężczyni  | 1992 | French Open | Ceglana      | Laurence Courtois | Lindsay Davenport Chanda Rubin | 6:1, 5:7, 6:4 |
| Zwyciężczyni  | 1993 | French Open | Ceglana      | Laurence Courtois | Lara Bitter Maaike Koutstaal   | 3:6, 6:1, 6:3 |
| Zwyciężczyni  | 1993 | Wimbledon   | Trawiasta    | Laurence Courtois | Hiroko Mochizuki Yuka Yoshida  | 6:3, 6:4      |